# Manota perpusilla
Manota perpusilla är en tvåvingeart som beskrevs av Heikki Hippa 2006. Manota perpusilla ingår i släktet Manota och familjen svampmyggor. Inga underarter finns listade i Catalogue of Life.